# Holmes & Watson
Holmes & Watson is een Amerikaanse komediefilm uit 2018 gebaseerd op de Sherlock Holmes-boeken van Arthur Conan Doyle. De film werd slecht ontvangen en behaalde zeer slechte recensies. De film verdiende maar 28 miljoen dollar terwijl het een budget van 42 miljoen had en wordt hierdoor gezien als een flop.

## Rolverdeling
- Will Ferrell - Sherlock Holmes
- John C. Reilly - Dr. John Watson
- Rebecca Hall - Dr. Grace Hart
- Ralph Fiennes - Professor Moriarty
- Rob Brydon - Inspecteur Lestrade
- Steve Coogan - Gustav Kringer

## Prijzen en nominaties
De belangrijkste:
| Jaar | Prijs                   | Categorie                                    | Genomineerde(n)                              | Uitslag     |
| ---- | ----------------------- | -------------------------------------------- | -------------------------------------------- | ----------- |
| 2019 | Golden Raspberry Awards | Slechtste film                               | Slechtste film                               | Gewonnen    |
| 2019 | Golden Raspberry Awards | Slechtste acteur                             | Will Ferrell                                 | Genomineerd |
| 2019 | Golden Raspberry Awards | Slechtste mannelijke bijrol                  | John C. Reilly                               | Gewonnen    |
| 2019 | Golden Raspberry Awards | Slechtste duo                                | Will Ferrell en John C. Reilly               | Genomineerd |
| 2019 | Golden Raspberry Awards | Slechtste prequel, remake, rip-off of sequel | Slechtste prequel, remake, rip-off of sequel | Gewonnen    |
| 2019 | Golden Raspberry Awards | Slechtste regisseur                          | Etan Cohen                                   | Gewonnen    |